# Рудник (планина)
Рудник, планина која доминира Шумадијом, налази се око 100 km јужно од Београда, односно 15 km од Горњег Милановца. Варошица Рудник је смештена између 500 и 700 m надморске висине. На Руднику има осам врхова изнад 1.000 m надморске висине (занимљиво да има два који се зову „Јавор“), а највиши је Цвијићев врх (1.132 m), раније познат као Велики Штурац. Највеће насеље на планини је варошица Рудник.
Знатан део планине је под шумом са претежно буковим стаблима, а има и храста, јавора и млеча.

## Воде Рудника
Рудник чини хидрографски чвор у Шумадији, развође између сливова Велике Мораве, Западне Мораве и Колубаре. Са северне стране планину опкољава Јасеница, лева притока Велике Мораве, са западне изворишни краци Деспотовице, леве притоке Западне Мораве, а са јужне и југоисточне Гружа, такође лева притока Западне Мораве. Рудник је извориште највећих шумадијских река. Поред поменутих ту је и Лепеница и Рача, обе леве притоке Велике Мораве.
На самој планини извиру речице, које се касније спајају са већим рекама у подножју: Златарица (извире у самом месту Рудник, западно од Цвијићевог врха), Сребреница (извире источно од Цвијићевог врха, између врхова Јавор и Паљевине) и Јасеница (извире на североисточној падини планине), Брезовица (извире западно од насеља Рудник).

## Туристичка понуда
Захваљујући изузетној шумовитости, природним стазама здравља и близини великих градова, Рудник је погодан за развој летњег и зимског здравственог, школског, спортског и ловног туризма. Због својих изванредних климатских услова (велика осунчаност током године, ваздушна струјања, висока јонизација ваздуха, незагађена природна средина) још 1922. године Рудник је био проглашен за ваздушну бању. Варошица и планина су повезане асфалтним путем и великим бројем стаза здравља, а постоје и терени за мале спортове. Гости могу да планинаре до Цвијићевог врха и стрмог вулканског узвишења Острвице, на коме се налазе остаци Јерининог града. Градови су остаци турске вароши и тврђаве подигнуте на српском утврђењу званом Рудник у коме је умрла Проклета Јерина, а недалеко су рушевине муслиманске богомоље Мисе. На Руднику је било остатака античког (римског) и средњовековног рударства. Но, модерни површински копови углавном су уништили те остатке. Туристи могу да посете оближња историјска места Опленац и Таково, манастире Враћевшницу, Вољавчу, Благовештење и Никоље, а околина Рудника пружа могућност за лов на високу и ситну дивљач.
Између врха Јавор и Цвијићевог врха (са његове југоисточне стране) налази се резерват природе, природно добро „Велики Штурац“, први пут стављено под заштиту 1956. године као строги природни резерват, површине 8 хектара. Спада у природна добра I категорије - природно добро од изузетног значаја.

## Историја
Планина Рудник је, захваљујући свом положају и рудним богатствима, кроз читаву историју имала велики значај. Почеци вађења руде датирају још у праисторији, а развој рударства креће под Римском управом, да би се наставио у средњем веку и у савремено доба. Детаљан приказ историје Рудника налази се у чланку о варошици Рудник и селу Мајдан.

## Географија

### Врхови
| Врх                                 | Висина (m)  |
| ----------------------------------- | ----------- |
| Цвијићев врх (раније Велики Штурац) | 1132        |
| Мали Штурац (раније Средњи Штурац)  | 1113(1115?) |
| Јавор                               | 1107(1113?) |
| Молитве (Бело поље)                 | 1096(1098?) |
| Банетов врх                         | 1089        |
| Прлински вис раније Мали Штурац     | 1058(1056?) |
| Паљевине                            | 1052(1062?) |
| Марјанац                            | 1028        |
| Таван (Бјелице)                     | 1007(1008?) |
| Безимени врх (Јавор раван)          | 1006        |
| Безимени врх (Јавор раван)          | 1002        |
| Увлака                              | 958         |
| Јавор                               | 927         |
| Курјак                              | 924         |
| Суви грмови                         | 920         |
| Велики лаз                          | 909         |
| Градина                             | 830         |
| Острвица                            | 758         |

Важно је напоменути да се Острвица налази издвојена од главне планинске масе на којој су остали врхови.

## Слике
- Детаљ с планине Рудник
- Поглед на варошицу са планине
- Поглед из Мајдана

## Мапе
- Део планине Рудник на карти из 1894.
- Део планине Рудник на карти из 1894.